# Copa Sevilla 2010
Il Copa Sevilla 2010 è un torneo professionistico di tennis maschile giocato sulla terra gialla, che faceva parte dell'ATP Challenger Tour 2010. Si è giocato a Siviglia in Spagna dal 6 all'11 settembre 2010.

## Partecipanti

### Teste di serie
| Nazionalità | Giocatore               | Ranking* | Testa di serie |
| ----------- | ----------------------- | -------- | -------------- |
| Spagna      | Pere Riba               | 76       | 1              |
| Spagna      | Albert Ramos Viñolas    | 117      | 2              |
| Spagna      | Santiago Ventura        | 125      | 3              |
| Portogallo  | Rui Machado             | 126      | 4              |
| Spagna      | Daniel Muñoz de la Nava | 143      | 5              |
| Spagna      | Óscar Hernández         | 159      | 6              |
| Spagna      | Iván Navarro            | 160      | 7              |
| Spagna      | Guillermo Olaso         | 240      | 8              |

- Ranking al 30 agosto 2010.

### Altri partecipanti
Giocatori che hanno ricevuto una wild card:
- Marc López
- Javier Martí
- Ismael Rodríguez-Ramos
- Javier Valenzuela-González

Giocatori passati dalle qualificazioni:
- Carlos Gómez-Herrera
- Gerard Granollers Pujol
- Treat Conrad Huey
- Pablo Martín-Adalia

## Campioni

### Singolare
Albert Ramos Viñolas ha battuto in finale  Pere Riba con il punteggio di 6–3, 3–6, 7–5.

### Doppio
Daniel Muñoz de la Nava /  Santiago Ventura hanno battuto in finale  Nikola Ćirić /  Guillermo Olaso, 6–2, 7–5.